# Brachtia
Brachtia es un género de orquídeas epifitas. Tiene ocho especies.  Es originario de Venezuela hasta el oeste de Sudamérica distribuyéndose por Venezuela, Colombia, Ecuador y Perú. 

## Características
Son orquídeas de tamaño pequeño que prefieren el clima fresco. Tienen rizomas ascendentes, pseudobulbos comprimidos, envueltos en hojas con tacto de papel con 1 o 2 carnosas hojas. Las flores tienen grandes bráctea que casi las cubren. 

## Taxonomía
El género fue descrito por Heinrich Gustav Reichenbach y publicado en Linnaea 22: 853. 1850. La especie tipo es: Brachtia glumacea

## Especies
- Brachtia andina
- Brachtia brevis
- Brachtia cochlearis
- Brachtia diphylla
- Brachtia glumacea
- Brachtia minutiflora
- Brachtia sulphurea
- Brachtia verruculifera